# 美濃国府跡

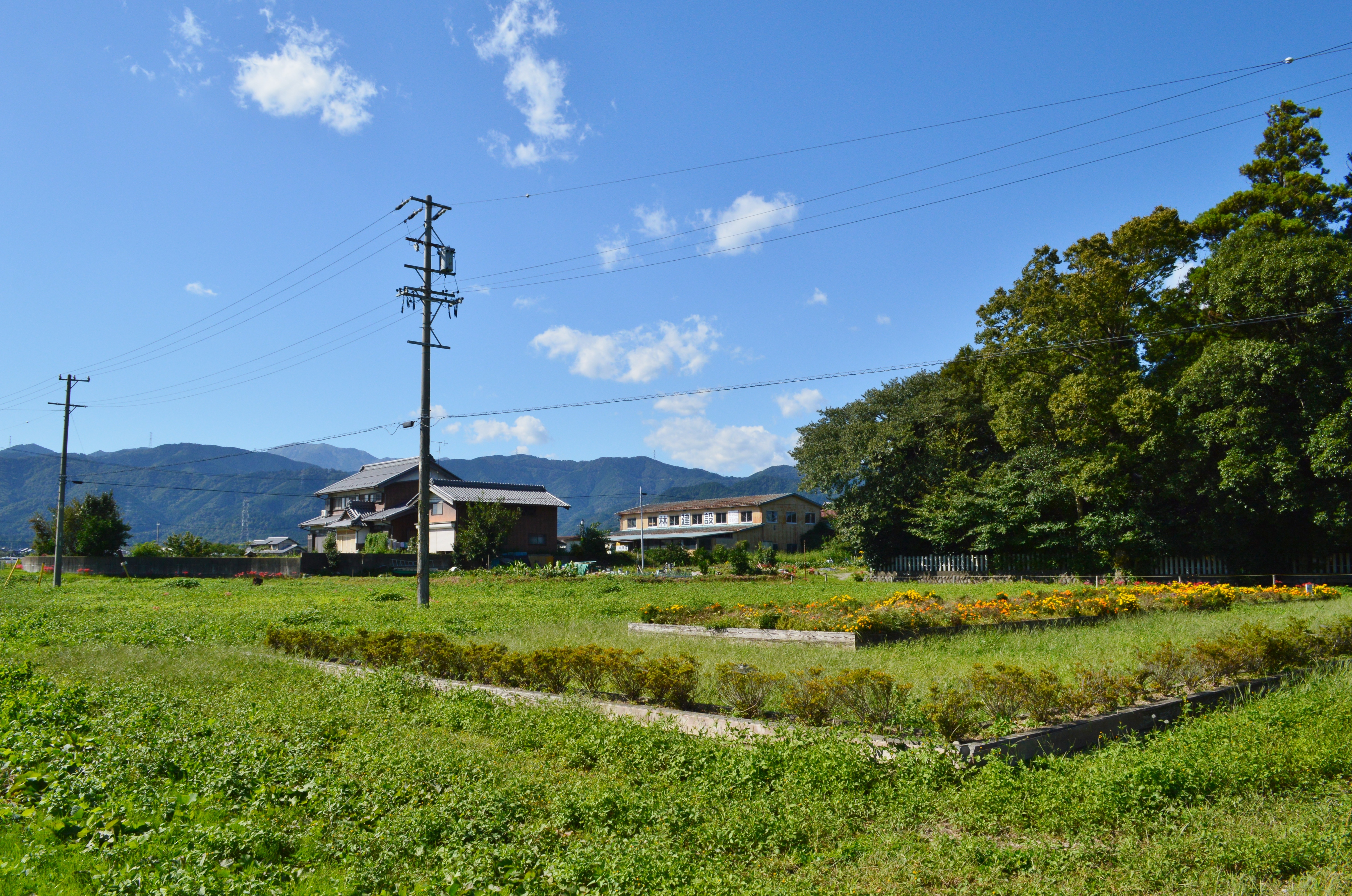
美濃国府跡 政庁地区全景手前に東脇殿・区画塀の遺構標示（花壇）。左奥の電柱付近に西脇殿、右奥の南宮御旅神社境内（樹叢）付近に政庁が所在。

美濃国府跡（みのこくふあと）は岐阜県不破郡垂井町府中に所在する官衙遺跡で、古代美濃国の国府跡である。2006年（平成18年）に国の史跡に指定された。

## 概要
濃尾平野の西端にあり東西を川に挟まれた微高地上に位置する。律令制下の美濃国の中心、そして不破の関を管轄する役割のあった施設である。発掘調査により美濃国府政庁は8世紀前半に創設され2度の建て替えを経て10世紀中頃には廃絶しておりこの付近一帯に美濃国府があったと判明している。また、政庁が廃絶してからも13世紀初頭頃まで「一般集落とは異なる、比較的大きな勢力」が存在したと推測されている。

## 発掘前
美濃国府の存在については『和名類聚抄』に不破郡にあったとの注記があり不破郡垂井町に「府中」という地名が残ることからそこにあったと考えられてきた。また、鎌倉時代中頃に国府政庁跡を保存する目的で安立寺を建立したとする伝承があり、近世には政庁跡に南宮御旅神社が創建されるなど国府があったと考えられる遺跡や由緒ある施設が確認できる。1957年（昭和32年）、府中村郷土研究会の見解に基づき安立寺付近が美濃国府跡として町の史跡となった。その後、1971年までの間に地理学者の藤岡謙二郎や水野時二により国府の領域が考察・想定された。

## 発掘調査
三重大学の協力により垂井町教育委員会が1991年（平成3年）から2003年（平成15年）までの13次にわたり調査を実施した。調査により国府の中心である政庁跡は東西約67.2m、南北は時代により違いがあるが最大約73.5mで四角形に区画され、その内部には正殿、正殿前の細長い建物の西脇殿、東脇殿の3棟の建物跡が発見された。3棟とも当初は掘立柱建物で奈良時代後半頃に礎石建物に改築したことも分かった。また政庁跡の南側には朱雀路、東側には東方官衙地区が確認された。その他、硯や墨書土器など貴重な遺物も出土している。
※場所 （面積） 遺構・遺物の順に記す。
- 第1次調査
  - 安立寺西（80㎡）掘立柱建物跡、緑釉陶器片
- 第2次調査
  - 安立寺南西（130㎡）複数の時代の建物跡炉床、鉄滓
  - 忍勝寺南（55㎡）遺構なし
- 第3次調査
  - 御旅神社西（360㎡）正殿西庇部分、竪穴建物
  - 安立寺南西（48㎡）竪穴状遺構、墨書土器
- 第4次調査
  - 御旅神社北（344㎡）遺構なし、軒瓦
  - 忍勝寺東（8㎡）土塁状遺構断ち割り
- 第5次調査
  - 御旅神社北（188㎡）総柱掘立柱建物
  - 忍勝寺南東（256㎡）柵列
- 第6次調査
  - 御旅神社南（782㎡）東脇殿、政庁東面区画塀
  - 安立寺北（21㎡）国府関連遺構なし
- 第7次調査
  - 御旅神社南（351㎡）政庁区画塀東南角、南門等は撹乱
  - 忍勝寺北東（57㎡）国府関連遺構なし
- 第8次調査
  - 御旅神社南（598㎡）西脇殿（南側は錯乱）政庁東隣に掘立柱建物（東方官衙）「政所」墨書土器
- 第9次調査
  - 御旅神社南（368㎡）前殿無し、幢竿支柱遺構?、掘立柱建物、「駿河麻呂」墨書土器
- 第10次調査
  - 御旅神社西（270㎡）政庁北区画塀、土馬、「厨」等墨書土器
- 第11次調査
  - 御旅神社南（700㎡）掘立柱建物（東方官衙）東方官衙区画溝
- 第12次調査
  - 浄林寺北西（49㎡）遺構なし（想定国府域北）
  - 浄林寺南（49㎡）遺構なし（想定国府域北限）
  - 御旅神社南東（42㎡）遺構なし、遺物多数（想定国府域南限）
  - 大滝川西（44㎡）攪乱のため遺構不明（想定国府域西限）
- 第13次調査
  - 御旅神社東（50㎡）遺構なし
  - 御旅神社南東（12㎡）遺構なし
  - 御旅神社南（50㎡）朱雀路

## 文化財
- 美濃国府跡（国の史跡）[10]

史跡指定面積の15,906.38㎡うち95%は民有地である。
※以前に美濃国府跡として町の史跡となっていた安立寺付近は2007年に美濃国府伝承地として再指定された。